# Транспорт Угорщини
Транспорт Угорщини представлений автомобільним , залізничним , повітряним , водним (морським, річковим і озерним)  і трубопровідним , у населених пунктах  та у міжміському сполученні діє громадський транспорт пасажирських перевезень. Площа країни дорівнює 93 028 км² (110-те місце у світі). Форма території країни — витягнута в субширотному напрямку; максимальна дистанція з півночі на південь — 305 км, зі сходу на захід — 500 км. Географічне положення Угорщини дозволяє країні контролювати транспортні шляхи між країнами Східної, Західної та Південної Європи.

## Автомобільний
Загальна довжина автошляхів у Угорщині, станом на 2015 рік, дорівнює 203 601 км, з яких 77 087 км із твердим покриттям (1 582 км швидкісних автомагістралей) і 126 514 км без нього (25-те місце у світі).

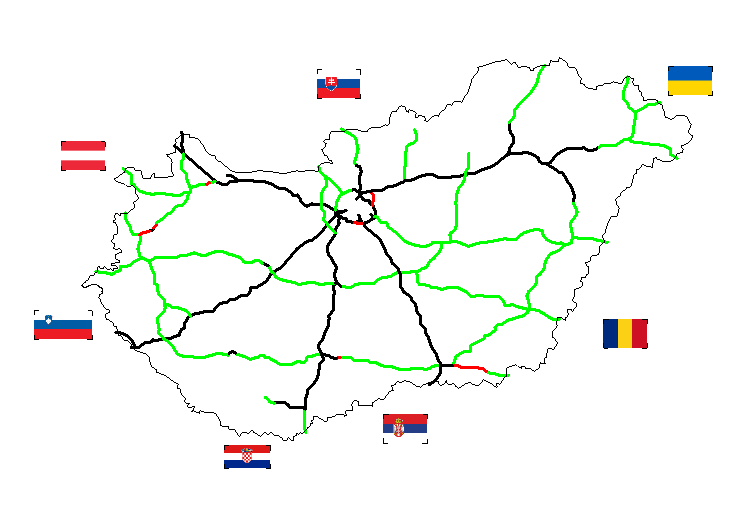
Карта-схема автомагістралей Угорщини, 2012 рік

## Залізничний
Загальна довжина залізничних колій країни, станом на 2014 рік, становила 8 049 км (27-ме місце у світі), з яких 36 км широкої 1524-мм колії, 7 794 км стандартної 1435-мм колії (2 889 км електрифіковано), 219 км вузької 760-мм колії.

## Повітряний
У країні, станом на 2013 рік, діє 41 аеропорт (104-те місце у світі), з них 20 із твердим покриттям злітно-посадкових смуг і 21 із ґрунтовим. Аеропорти країни за довжиною злітно-посадкових смуг розподіляються наступним чином (у дужках окремо кількість без твердого покриття):
- довші за 10 тис. футів (>3047 м) — 2 (0);
- від 10 тис. до 8 тис. футів (3047-2438 м) — 6 (0);
- від 8 тис. до 5 тис. футів (2437—1524 м) — 6 (2);
- від 5 тис. до 3 тис. футів (1523—914 м) — 5 (8);
- коротші за 3 тис. футів (<914 м) — 1 (11)[1].

У країні, станом на 2015 рік, зареєстровано 5 авіапідприємств, які оперують 75 повітряними суднами. За 2015 рік загальний пасажирообіг на внутрішніх і міжнародних рейсах становив 20,0 млн осіб. 2015 року повітряним транспортом перевезення вантажів, окрім багажу пасажирів, не здійснювалось.
У країні, станом на 2013 рік, споруджено і діє 3 гелікоптерні майданчики.
Угорщина є членом Міжнародної організації цивільної авіації (ICAO). Згідно зі статтею 20 Чиказької конвенції про міжнародну цивільну авіацію 1944 року, Міжнародна організація цивільної авіації для повітряних суден країни, станом на 2016 рік, закріпила реєстраційний префікс — HA, заснований на радіопозивних, виділених Міжнародним союзом електрозв'язку (ITU). Аеропорти Угорщини мають літерний код ІКАО, що починається з — LH.

## Водний

### Річковий
Загальна довжина судноплавних ділянок річок і водних шляхів, доступних для суден з дедвейтом понад 500 тонн, 2011 року становила 1 622 км (47-ме місце у світі). Головна водна транспортна артерія країни — річка Дунай з притокою, річкою Тиса.
Головні річкові порти країни: Боя, Цепель, Дунауйварош, Гйор-Гоньу, Могач на Дунаї.

## Трубопровідний
Загальна довжина газогонів у Угорщині, станом на 2013 рік, становила 19 028 км; нафтогонів — 1 007 км; продуктогонів — 842 км.

## Державне управління
Держава здійснює управління транспортною інфраструктурою країни через міністерство національного розвитку. Станом на 20 квітня 2016 року міністерство в уряді Віктора Орбана очолював Міклош Сештак.

### Українською
- Атлас. 10-11 клас. Економічна і соціальна географія світу / упорядники :  О. Я. Скуратович, Н. І. Чанцева. — К. : ДНВП «Картографія», 2010. — ISBN 978-966-475-639-3.
- Атлас світу / голов. ред. І. С. Руденко ; зав. ред. В. В. Радченко ; відп. ред. О. В. Вакуленко. — К. : ДНВП «Картографія», 2005. — 336 с. — ISBN 9666315467.
- Безуглий В. В. Економічна і соціальна географія зарубіжних країн : Навчальний посібник. — К. : ВЦ «Академія», 2007. — 704 с. — ISBN 978-966-580-239-6.
- Безуглий В. В., Козинець С. В. Регіональна економічна і соціальна географія світу : Навчальний посібник. — видання 2-ге, доп., перероб. — К. : ВЦ «Академія», 2007. — 688 с. — ISBN 966-580-144-9.
- Дахно І. І. Країни світу: Енциклопедичний довідник / І. І. Дахно, С. М. Тимофієв. — К. : Мапа, 2011. — 606 с. — (Бібліотека нового українця) — ISBN 978-966-8804-23-6.
- Дахно І. І. Економічна географія зарубіжних країн : навчальний посібник. — К. : Центр учбової літератури, 2014. — 319 с. — ISBN 978-611-01-0682-5.
- Дорошенко В. І. Географія транспорту : Навчальний посібник / В. І. Дорошенко, К. Д. Діденко. — К. : Київський нац. ун-т ім. Т. Шевченка, 2010. — 183 с. — ISBN 978-966-439-329-1.
- Дубович І. А. Країнознавчий словник-довідник. — 5-те вид., перероб. і доп. — К. : Знання, 2008. — 839 с. — ISBN 978-966-346-330-8.
- Економічна і соціальна географія країн світу : Навчальний посібник / За ред. С. П. Кузика. — Л. : Світ, 2002. — 672 с. — ISBN 966-603-178-7.
- Зарубіжна транспортна географія : навчальний посібник / уклад. : Петрашевський О. Л. и др. — К. : Національний транспортний університет, 2015. — 95 с. — ISBN 978-966-632-227-5.
- Юрківський В. М. Регіональна економічна і соціальна географія. Зарубіжні країни : Підручник. — К. : Либідь, 2001. — 416 с. — ISBN 966-06-0092-5.

### Англійською
- (англ.) Modern Transport Geography / Hoyle, B. and R. Knowles (eds). — Second Edition,. — London : Wiley, 1998.
- (англ.) Rodrigue, J-P. The Geography of Transport Systems. — Fourth Edition. — N. Y. : Routledge, 2017. — 440 с. — ISBN 978-1138669574.
- (англ.) Taaffe E. J., Gauthier H. L. and O'Kelly M. E. Geography of transportation. — Second Edition. — N. Y. : Prentice Hall, 1996. — ISBN 0-13-368572-1.
- (англ.) Black, W. Transportation: A Geographical Analysis. — N. Y. : Guilford, 2003.

### Російською
- (рос.) Максаковский В. П. Географическая картина мира. Книга I: Общая характеристика мира. — М. : Дрофа, 2008. — 495 с. — ISBN 978-5-358-05275-8.
- (рос.) Максаковский В. П. Географическая картина мира. Книга II: Региональная характеристика мира. — М. : Дрофа, 2009. — 480 с. — ISBN 978-5-358-06280-1.
- (рос.) Физико-географический атлас мира. — М. : Академия наук СССР и главное управление геодезии и картографии ГГК СССР, 1964. — 298 с.
- (рос.) Шаповал Н. С. Транспортная география и транспортные системы мира : учебное пособие. — К. : Центр учбової літератури, 2006. — 188 с. — ISBN 000-0000-00-4.
- (рос.) Экономическая, социальная и политическая география мира. Регионы и страны / под ред. С. Б. Лаврова, Н. В. Каледина. — М. : Гардарики, 2002. — 928 с. — ISBN 5-8297-0039-5.
- (рос.) Энциклопедия стран мира / глав. ред. Н. А. Симония. — М. : НПО «Экономика» РАН, отделение общественных наук, 2004. — 1319 с. — ISBN 5-282-02318-0.